# Bitschhoffen
Bitschhoffen är en kommun i departementet Bas-Rhin i regionen Grand Est (tidigare regionen Alsace) i nordöstra Frankrike. Kommunen ligger i kantonen Niederbronn-les-Bains som tillhör arrondissementet Haguenau. År 2022 hade Bitschhoffen 461 invånare.

## Befolkningsutveckling
Antalet invånare i kommunen Bitschhoffen
| Referens: INSEE |